# Maharishi
Maharishi oder Maharischi (Sanskrit, m., महर्षि, maharṣi < mahā + ṛṣi) ist die Bezeichnung eines geistlichen Würdenträgers in Indien.
Maha heißt so viel wie „groß“ oder „bedeutend“, Rishi bedeutet „Seher“ und „Weiser“.
Die Bezeichnung Maharishi wurde im Westen vor allem durch Maharishi Mahesh Yogi, den Begründer der Transzendentalen Meditation, bekannt.